# Синтоку

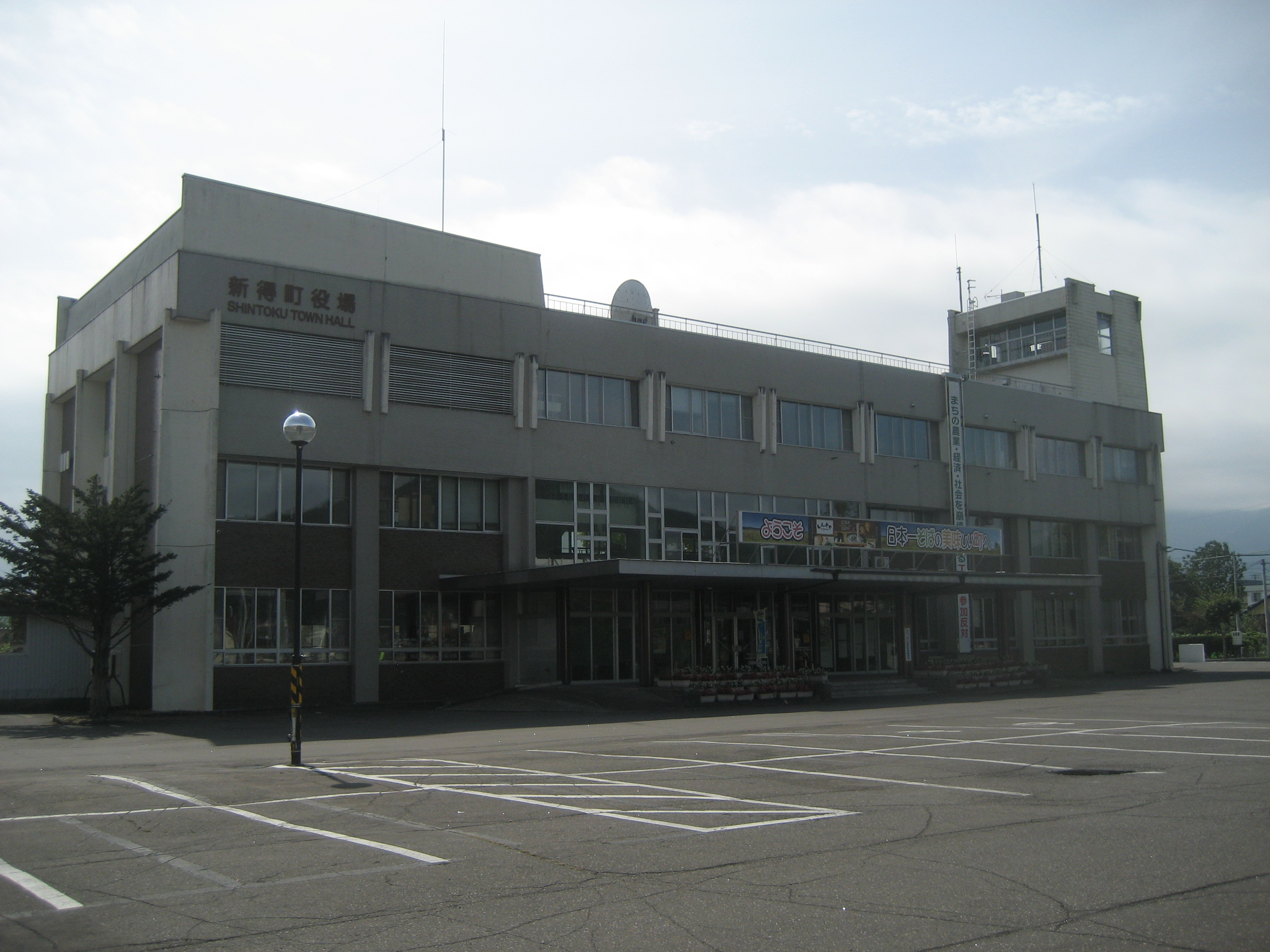
Мэрия посёлка Синтоку

Синтоку (яп. 新得町 Синтоку-тё:) — посёлок в Японии, находящийся в уезде Камикава округа Токати губернаторства Хоккайдо. Площадь посёлка составляет 1063,79 км², население — 6395 человек (30 июня 2014), плотность населения — 6,01 чел./км².

## Географическое положение
Посёлок расположен на острове Хоккайдо в губернаторстве Хоккайдо. С ним граничат посёлки Камисихоро, Сикаои, Симидзу, Минамифурано, Камифурано, Биэй, Камикава.

## Население
Население посёлка составляет 6395 человек (30 июня 2014), а плотность — 6,01 чел./км². Изменение численности населения с 1980 по 2005 годы:
| 1980 | 9502 чел. |  |
| 1985 | 9008 чел. |  |
| 1990 | 8412 чел. |  |
| 1995 | 7822 чел. |  |
| 2000 | 7657 чел. |  |
| 2005 | 7243 чел. |  |

## Символика
Деревом посёлка считается Prunus sargentii, цветком — рододендрон даурский, птицей — обыкновенный рябчик.